# Cosmin Hănceanu
Cosmin Hănceanu (ur. 26 lipca 1986 w Jassach) – rumuński szablista, trzykrotny medalista mistrzostw świata, wicemistrz Europy.
Na mistrzostwach świata w Antalyi w 2009 roku Rumuni w składzie: Rareș Dumitrescu, Florin Zalomir, Tiberiu Dolniceanu i Cosmin Hănceanu zdobyli drużynowo złoty medal. Na rozgrywanych rok później mistrzostwach świata w Paryżu Dumitrescu, Zalomir, Dolniceanu i Hănceanu wywalczyli brązowy medal drużynowo. W rywalizacji indywidualnej także zdobył brązowy medal. Wyprzedzili go tylko Koreańczyk Won Woo-young i Niemiec Nicolas Limbach.
Ponadto zdobył srebrny medal drużynowo na mistrzostwach Europy w Płowdiwie (2009).
Nigdy nie wziął udziału w igrzyskach olimpijskich.